# Tournoi d'ouverture du championnat du Mexique de football 2005
Navigation
Saison précédente Saison suivante
Le Tournoi Apertura 2005 est le dix-neuvième tournoi saisonnier disputé au Mexique.
C'est cependant la 74e fois que le titre de champion du Mexique est remis en jeu.
Lors de ce tournoi, le Club América a tenté de conserver son titre de champion du Mexique face aux dix-sept meilleurs clubs mexicains.
Chacun des dix-huit clubs participant au championnat était confronté une fois aux dix-sept autres. Puis les meilleurs se sont affrontés lors d'une phase finale à la fin de la saison.
Seulement une place était qualificative pour la Coupe des Champions de la CONCACAF également qualificative pour la Copa Libertadores.

## Les 18 clubs participants
| \| Mexico: Club América CF Atlante CD Cruz Azul Pumas UNAM Guadalajara: CF Atlas Chivas de Guadalajara Club Necaxa Deportivo Veracruz Guadalajara UAG Tecos CF Monterrey Tigres UANL CF Pachuca CA Monarcas Morelia San Luis FC Deportivo Toluca FC Club Santos Laguna Jaguares de Chiapas I Mexico Dorados de Sinaloa \| Localisation des clubs. |
| Mexico: Club América CF Atlante CD Cruz Azul Pumas UNAM Guadalajara: CF Atlas Chivas de Guadalajara Club Necaxa Deportivo Veracruz Guadalajara UAG Tecos CF Monterrey Tigres UANL CF Pachuca CA Monarcas Morelia San Luis FC Deportivo Toluca FC Club Santos Laguna Jaguares de Chiapas I Mexico Dorados de Sinaloa                               |

| Club                  | Stade                        | Capacité | Ville                    |
| Club América          | Stade Azteca                 | 105 064  | Mexico                   |
| CF Atlante            | Stade Azteca                 | 105 064  | Mexico                   |
| CF Atlas              | Stade Jalisco                | 56 713   | Guadalajara              |
| CD Cruz Azul          | Stade Azul                   | 35 161   | Mexico                   |
| Dorados de Sinaloa    | Stade Carlos González (en)   | 23 000   | Culiacán                 |
| UAG Tecos             | Stade Tres de Marzo          | 22 000   | Zapopan                  |
| Chivas de Guadalajara | Stade Jalisco                | 56 713   | Guadalajara              |
| Jaguares de Chiapas   | Stade Víctor Manuel Reyna    | 25 800   | Tuxtla Gutiérrez         |
| CF Monterrey          | Stade Tecnológico            | 33 485   | Monterrey                |
| CA Monarcas Morelia   | Stade Morelos                | 41 056   | Morelia                  |
| Club Necaxa           | Stade Victoria               | 25 000   | Aguascalientes           |
| CF Pachuca            | Stade Hidalgo                | 27 000   | Pachuca                  |
| Pumas UNAM            | Stade Olímpico Universitario | 62 214   | Mexico                   |
| San Luis FC           | Stade Alfonso Lastras        | 25 000   | San Luis Potosí          |
| Santos Laguna         | Stade Corona                 | 18 000   | Torreón                  |
| Tigres UANL           | Stade Universitario          | 42 000   | San Nicolás de los Garza |
| Club Toluca           | Stade Nemesio Díez           | 27 000   | Toluca                   |
| Deportivo Veracruz    | Stade Luis de la Fuente      | 30 000   | Veracruz                 |

## Compétition
Le Tournoi Apertura s'est déroulé de la même façon que les tournois saisonniers précédents :
- La phase de qualification : dix-sept journées de championnat.
- La phase finale : des confrontations aller-retour allant des quarts de finale à la finale.

### Phase de qualification
Lors de la phase de qualification les dix-huit équipes s'affrontent à une reprise selon un calendrier tiré aléatoirement.
Les équipes sont divisées en trois groupes de six, les deux meilleures de chaque groupe sont directement qualifiées pour la phase finale, les deux dernières place reviennent aux équipes les mieux classées au classement général.
Le classement est établi sur le barème de points classique (victoire à 3 points, match nul à 1, défaite à 0).
Le départage final se fait selon les critères suivants :
- Le nombre de points.
- La différence de buts générale.
- La différence de buts particulière.
- Le nombre de buts marqué à l'extérieur.
- Le tirage au sort.

#### Classement général
| Rang | Équipe                | Pts | J  | G  | N | P  | Bp | Bc | Diff |
| ---- | --------------------- | --- | -- | -- | - | -- | -- | -- | ---- |
| 1    | Club América (T)      | 38  | 17 | 12 | 2 | 3  | 34 | 22 | +12  |
| 2    | CF Monterrey          | 35  | 17 | 10 | 5 | 2  | 32 | 20 | +12  |
| 3    | Club Necaxa           | 31  | 17 | 9  | 4 | 4  | 35 | 31 | +4   |
| 4    | CD Cruz Azul          | 30  | 17 | 9  | 3 | 5  | 34 | 20 | +14  |
| 5    | Club Toluca           | 30  | 17 | 9  | 3 | 5  | 27 | 21 | +6   |
| 6    | CF Pachuca            | 28  | 17 | 7  | 7 | 3  | 26 | 18 | +8   |
| 7    | UAG Tecos             | 24  | 17 | 7  | 3 | 7  | 27 | 28 | -1   |
| 8    | Tigres UANL           | 22  | 17 | 6  | 4 | 7  | 30 | 25 | +5   |
| 9    | CF Atlas              | 21  | 17 | 6  | 3 | 8  | 22 | 24 | -2   |
| 10   | Jaguares de Chiapas   | 20  | 17 | 5  | 8 | 4  | 30 | 27 | +3   |
| 11   | Santos Laguna         | 20  | 17 | 5  | 5 | 7  | 31 | 31 | 0    |
| 12   | CA Monarcas Morelia   | 20  | 17 | 6  | 2 | 9  | 27 | 29 | -2   |
| 13   | Chivas de Guadalajara | 19  | 17 | 4  | 7 | 6  | 16 | 22 | -6   |
| 14   | Dorados de Sinaloa    | 18  | 17 | 5  | 3 | 9  | 20 | 31 | -11  |
| 15   | San Luis FC (P)       | 16  | 17 | 4  | 4 | 9  | 18 | 25 | -7   |
| 16   | Pumas UNAM            | 16  | 17 | 4  | 4 | 9  | 17 | 34 | -17  |
| 17   | CF Atlante            | 15  | 17 | 4  | 3 | 10 | 29 | 37 | -8   |
| 18   | Deportivo Veracruz    | 15  | 17 | 3  | 6 | 8  | 24 | 34 | -10  |

| Légende : Qualifications et relégations | Légende : Qualifications et relégations                                             |
| --------------------------------------- | ----------------------------------------------------------------------------------- |
|                                         | Coupe des champions 2006 (Quart de finale) Copa Libertadores 2007 (Phase de groupe) |
|                                         | (T) : Tenant du titre (P) : Promu de la saison 2004-2005                            |

#### Matchs
| Résultats (▼dom., ►ext.)                                   | Amé | Atlt | Atls | Azu | Dor | Chi | Jag | Mon | Mor | Nec | Pac | Pum | Lui | Lag | Tec | Tig | Tol | Ver |
| Club América                                               |     | 4-3  |      | 1-0 | 2-1 | 0-0 |     |     |     | 4-1 |     |     | 3-1 | 2-1 |     | 3-1 |     | 1-2 |
| CF Atlante                                                 |     |      |      |     |     |     | 1-1 | 0-2 | 4-3 | 2-1 |     |     |     | 0-0 | 0-1 | 2-0 |     | 4-5 |
| CF Atlas                                                   | 1-3 | 1-0  |      | 0-1 | 1-2 | 2-2 | 0-0 |     |     |     | 3-2 |     | 1-0 |     | 2-1 |     |     |     |
| CD Cruz Azul                                               |     | 5-3  |      |     | 2-2 | 0-0 | 3-1 | 1-2 | 2-1 |     |     |     | 3-0 |     | 5-1 |     |     |     |
| Dorados de Sinaloa                                         |     | 3-1  |      |     |     |     | 2-1 | 1-3 | 2-1 | 1-1 |     |     |     | 0-3 | 0-2 |     |     | 1-0 |
| Chivas de Guadalajara                                      |     | 3-2  |      |     | 1-0 |     | 1-1 | 2-3 | 1-2 | 1-2 |     |     |     |     | 1-0 |     |     | 1-1 |
| Jaguares de Chiapas                                        | 4-3 |      |      |     |     |     |     | 1-2 | 1-0 | 1-1 |     | 5-1 |     | 5-1 | 3-3 | 1-1 |     | 2-2 |
| CF Monterrey                                               | 4-1 |      | 1-0  |     |     |     |     |     |     | 1-1 | 1-2 | 1-1 |     | 2-2 |     | 2-1 | 2-1 | 1-1 |
| CA Monarcas Morelia                                        | 1-2 |      | 1-0  |     |     |     |     | 2-2 |     | 3-4 |     | 2-2 |     | 1-0 |     | 0-2 | 3-1 | 2-1 |
| Club Necaxa                                                |     |      | 3-5  | 3-1 |     |     |     |     |     |     | 2-1 | 2-0 | 2-1 | 4-3 |     | 3-2 | 0-0 |     |
| CF Pachuca                                                 | 0-0 | 3-2  |      | 0-0 | 2-1 | 0-0 | 5-1 |     | 1-3 |     |     |     | 0-0 |     | 1-0 |     |     |     |
| Pumas UNAM                                                 | 1-2 | 2-3  | 1-0  | 0-5 | 2-0 | 1-0 |     |     |     |     | 1-3 |     | 0-0 |     |     |     | 0-3 |     |
| San Luis FC                                                |     | 2-2  |      |     | 4-1 | 1-2 | 1-1 | 1-2 | 2-1 |     |     |     |     |     | 2-1 |     |     | 1-0 |
| Santos Laguna                                              |     |      | 2-2  | 3-2 |     | 3-0 |     |     |     |     | 0-0 | 1-2 | 3-1 |     |     | 1-4 | 4-1 |     |
| UAG Tecos                                                  | 1-2 |      |      |     |     |     |     | 2-1 | 2-1 | 3-2 |     | 3-1 |     | 3-2 |     | 1-1 | 1-2 | 2-2 |
| Tigres UANL                                                |     |      | 1-2  | 1-2 | 3-1 | 1-1 |     |     |     |     | 2-2 | 3-1 | 1-0 |     |     |     | 1-3 |     |
| Club Toluca                                                | 0-1 | 1-0  | 2-1  | 2-1 | 2-2 | 3-0 | 0-1 |     |     |     | 1-1 |     | 2-1 |     |     |     |     |     |
| Deportivo Veracruz                                         |     |      | 2-1  | 0-1 |     |     |     |     |     | 2-3 | 1-3 | 1-1 |     | 2-2 |     | 0-5 | 2-3 |     |
| - Victoire à domicile - Match nul - Victoire à l'extérieur |     |      |      |     |     |     |     |     |     |     |     |     |     |     |     |     |     |     |

#### Classements qualificatifs
La qualification pour la "Liguilla" se fait au travers des groupes régionaux. Les deux premiers de chaque groupe sont qualifés directement. Les deux meilleures équipes tous groupes confondus qui ne sont pas déjà qualifiées complètent le tableau.
| Rang | Club                | Pts | J  | Diff |
| 1    | Club América (T)    | 38  | 17 | +12  |
| 2    | Club Necaxa         | 31  | 17 | +4   |
| 3    | UAG Tecos           | 24  | 17 | -1   |
| 4    | CA Monarcas Morelia | 20  | 17 | -2   |
| 5    | San Luis FC (P)     | 16  | 17 | -7   |
| 6    | CF Atlante          | 15  | 17 | -8   |

| Rang | Club               | Pts | J  | Diff |
| 1    | Club Toluca        | 30  | 17 | +6   |
| 2    | CF Pachuca         | 28  | 17 | +8   |
| 3    | Santos Laguna      | 20  | 17 | +0   |
| 4    | Dorados de Sinaloa | 18  | 17 | -11  |
| 5    | Pumas UNAM         | 16  | 17 | -17  |
| 6    | Deportivo Veracruz | 15  | 17 | -10  |

| Rang | Club                  | Pts | J  | Diff |
| 1    | CF Monterrey          | 35  | 17 | +12  |
| 2    | CD Cruz Azul          | 30  | 17 | +14  |
| 3    | Tigres UANL           | 22  | 17 | +5   |
| 4    | CF Atlas              | 21  | 17 | -2   |
| 5    | Jaguares de Chiapas   | 20  | 17 | +3   |
| 6    | Chivas de Guadalajara | 19  | 17 | -6   |

### La "Liguilla"
Les huit équipes qualifiées sont réparties dans le tableau final d'après leur classement général, le premier affrontant le huitième et ainsi de suite, la même opération est effectuée une fois que l'on connait les quatre demi-finalistes pour le tirage de ce deuxième tour. L'équipe la moins bien classée accueille lors du match aller et la meilleure lors du match retour.
En cas d'égalité lors des deux premiers tours, c'est l'équipe la mieux classée qui se qualifie. Par contre lors de la finale, si les deux équipes sont à égalité sur la somme des deux matchs des prolongations puis une séance de tirs au but ont lieu.

#### Tableau
|  |               |               |               |               |               |     |   |            |            |            |            |              |     |   |        |        |        |        |        |  |  |
|  | 1/4 de finale | 1/4 de finale | 1/4 de finale | 1/4 de finale | 1/4 de finale |     |   | 1/2 finale | 1/2 finale | 1/2 finale | 1/2 finale | 1/2 finale   |     |   | Finale | Finale | Finale | Finale | Finale |  |  |
|  |               |               |               |               |               |     |   |            |            |            |            |              |     |   |        |        |        |        |        |  |  |
|  |               |               |               |               |               |     |   |            |            |            |            |              |     |   |        |        |        |        |        |  |  |
|  | CF Monterrey  | (2)           | 3             | 4             |               |     |   |            |            |            |            |              |     |   |        |        |        |        |        |  |  |
|  | CF Monterrey  | (2)           | 3             | 4             |               |     |   |            |            |            |            |              |     |   |        |        |        |        |        |  |  |
|  | UAG Tecos     | (7)           | 0             | 0             |               |     |   |            |            |            |            |              |     |   |        |        |        |        |        |  |  |
|  | UAG Tecos     | (7)           | 0             | 0             | CF Monterrey  | (2) | 0 | 2          |            |            |            |              |     |   |        |        |        |        |        |  |  |
|  |               |               |               |               |               | (2) | 0 | 2          |            |            |            |              |     |   |        |        |        |        |        |  |  |
|  |               |               | Tigres UANL   | (8)           | 1             | 1   |   |            |            |            |            |              |     |   |        |        |        |        |        |  |  |
|  | Club América  | (1)           | Tigres UANL   | (8)           | 1             | 1   | 3 | 1          |            |            |            |              |     |   |        |        |        |        |        |  |  |
|  | Club América  | (1)           |               |               |               |     |   |            |            |            |            |              |     |   |        |        |        |        |        |  |  |
|  | Tigres UANL   | (8)           | 1             | 4             |               |     |   |            |            |            |            |              |     |   |        |        |        |        |        |  |  |
|  | Tigres UANL   | (8)           | 1             | 4             |               |     |   |            |            |            |            | CF Monterrey | (2) | 3 | 0      |        |        |        |        |  |  |
|  |               |               |               |               |               |     |   |            |            |            |            | CF Monterrey | (2) | 3 | 0      |        |        |        |        |  |  |
|  |               | Club Toluca   | (5)           | 3             | 3             |     |   |            |            |            |            |              |     |   |        |        |        |        |        |  |  |
|  | CD Cruz Azul  | Club Toluca   | (5)           | 3             | 3             | (4) | 0 | 0          |            |            |            |              |     |   |        |        |        |        |        |  |  |
|  | CD Cruz Azul  |               |               |               |               |     | 0 | 0          |            |            |            |              |     |   |        |        |        |        |        |  |  |
|  | Club Toluca   | (5)           | 1             | 0             |               |     |   |            |            |            |            |              |     |   |        |        |        |        |        |  |  |
|  | Club Toluca   | (5)           | 1             | 0             | Club Toluca   | (5) | 0 | 2          |            |            |            |              |     |   |        |        |        |        |        |  |  |
|  |               |               |               |               |               | (5) | 0 | 2          |            |            |            |              |     |   |        |        |        |        |        |  |  |
|  |               |               | CF Pachuca    | (6)           | 0             | 1   |   |            |            |            |            |              |     |   |        |        |        |        |        |  |  |
|  | Club Necaxa   | (3)           | CF Pachuca    | (6)           | 0             | 1   | 0 | 0          |            |            |            |              |     |   |        |        |        |        |        |  |  |
|  | Club Necaxa   | (3)           |               |               |               |     | 0 | 0          |            |            |            |              |     |   |        |        |        |        |        |  |  |
|  | CF Pachuca    | (6)           | 2             | 2             |               |     |   |            |            |            |            |              |     |   |        |        |        |        |        |  |  |
|  | CF Pachuca    | (6)           | 2             | 2             |               |     |   |            |            |            |            |              |     |   |        |        |        |        |        |  |  |

#### Quarts de finale
| Club         | Aller | Retour | Club        | Commentaire |
| CF Monterrey | 3-0   | 4-0    | UAG Tecos   |             |
| Club América | 3-1   | 1-4    | Tigres UANL |             |
| CD Cruz Azul | 0-1   | 0-0    | Club Toluca |             |
| Club Necaxa  | 0-2   | 0-2    | CF Pachuca  |             |

#### Demi-finales
| Club         | Aller | Retour | Club        | Commentaire |
| CF Monterrey | 0-1   | 2-1    | Tigres UANL |             |
| Club Toluca  | 0-0   | 2-1    | CF Pachuca  |             |

#### Finale
| Match aller | Club Toluca                                                      | 3:3   | CF Monterrey                                                                  | Stade Nemesio Díez |  |
| 15 décembre | Vicente Sánchez 32e · José Manuel Abundis 45e · Rodrigo Díaz 87e | (2:2) | Luis Ernesto Pérez 3e · Carlos Casartelli 8e · Paulo César da Silva 61e (csc) |                    |  |

| Match retour | CF Monterrey | 0:3   | Club Toluca                                | Stade Tecnológico |  |
| 18 décembre  |              | (0:0) | Vicente Sánchez 50e 90e · Rodrigo Díaz 90e |                   |  |

## Bilan du tournoi
| Tableau d'Honneur     |             |
| Compétition           | Vainqueur   |
| Tournoi Apertura 2005 | Club Toluca |

| Qualifications continentales 2006-2007 |             |
| Coupe des champions                    | Qualifiés   |
| Quart de finale                        | Club Toluca |
| Copa Libertadores                      | Qualifiés   |
| Phase de groupes                       | Club Toluca |

## Statistiques

### Buteurs
| Rang | Nom                  | Équipe              | Buts |
| 1    | Walter Gaitán        | Tigres UANL         | 14   |
| 2    | Guillermo Franco     | CF Monterrey        | 13   |
| 2    | Kléber Boas          | Club América        | 13   |
| 4    | Sebastián Abreu      | CF Monterrey        | 11   |
| 4    | Vicente Matías Vuoso | Santos Laguna       | 11   |
| 6    | Luis Ernesto Pérez   | CF Monterrey        | 10   |
| 7    | Carlos Ochoa         | Jaguares de Chiapas | 9    |
| 7    | Rodrigo Ruiz         | Santos Laguna       | 9    |
| 7    | Daniel Ludueña       | UAG Tecos           | 9    |
| 7    | Patricio Galaz       | CF Atlante          | 9    |
| 7    | Salvador Cabañas     | Jaguares de Chiapas | 9    |
| 7    | César Delgado        | CD Cruz Azul        | 9    |